# سی‌جی پاور
سی‌جی پاور (انگلیسی: CG Power) شرکت برق هندی است، که در سال ۱۸۷۸ تأسیس شد.